# Ludwig Schläfli
Ludwig Schläfli (15 de enero de 1814-20 de marzo de 1895) fue un geómetra suizo, estudioso del análisis de variable compleja, una de las figuras clave en el desarrollo de la noción de espacios de dimensiones mayores que 3. Es considerado, junto con Arthur Cayley y Bernhard Riemann, uno de los arquitectos fundamentales de la geometría multidimensional.

## Biografía

### Juventud y educación
Schläfli pasó la mayor parte de su vida en Suiza. Nació en Graßwyl, pueblo natal de su madre, y se trasladó luego a la cercana Burgdorf, donde su padre era comerciante. Este deseaba que Ludwig siguiera sus pasos, pero el joven carecía de interés por los asuntos prácticos.
En virtud de sus habilidades matemáticas, se le permitió asistir al Gymnasium de Berna en 1829. Para ese tiempo, ya estaba aprendiendo cálculo diferencial Mathematische Anfangsgründe der Analysis des Unendlichen de Abraham Gotthelf Kästner (1761). En 1831 pasó a la Akademie de Berna para proseguir sus estudios. En 1834 la Akademie se convertiría en la Universität Bern, donde comenzó a estudiar teología.

### Enseñanza
Luego de graduarse en 1836 obtuvo un puesto como maestro de escuela secundaria en Thun. Permaneció allí hasta 1847; en su tiempo libre estudiaba matemática y botánica mientras asistía a la universidad en Berna una vez a la semana.
En 1843 se produjo un cambio radical en su vida. Schläfli había planeado visitar Berlín y acercarse a la comunidad matemática de esa ciudad, en especial a Jakob Steiner, un conocido matemático suizo. Pero Steiner fue a Berna y allí se encontraron. Steiner no solo quedó impresionado por los conocimientos matemáticos de Schläfli, sino también por su dominio del italiano y el francés.
Steiner le propuso a Schläfli asistir a sus colegas de Berlín Jacobi, Dirichlet, Borchardt y el propio Steiner como intérprete en un viaje que realizarían a Italia.
Schläfli los acompañó a Italia, y el viaje le resultó muy beneficioso. Permanecieron allí más de seis meses, tiempo durante el cual Schläfli hasta tradujo algunas obras matemáticas de los otros al italiano.

### Vida posterior
Schläfli mantuvo correspondencia con Steiner hasta 1856. Se presentó para una cátedra en la universidad de Berna en 1847, siendo incorporado en 1848. Allí permaneció hasta su retiro en 1891, y empleó su tiempo libre en estudiar sánscrito y traducir el libro sagrado hindú Rig Vedá al alemán, hasta su muerte en Berna en 1895.

## Geometría multidimensional
Hacia 1850 el concepto general de espacio euclidiano no se había desarrollado, pero las ecuaciones lineales de n variables eran bien entendidas. William Rowan Hamilton había desarrollado los cuaterniones en la década de 1840, y John Thomas Graves y Cayley habían hecho lo propio con los octoniones. Estos sistemas trabajaban respectivamente con bases de cuatro y ocho elementos, y sugerían una interpretación análoga a la de las coordenadas cartesianas en el espacio tridimensional.
Desde 1850 hasta 1852 Schläfli trabajó en su obra fundamental, Theorie der vielfachen Kontinuität (Teoría de la continuidad múltiple), en la que inició el estudio de la geometría lineal del espacio n-dimensional. Sin embargo, sus propósitos de publicar la obra se frustaron. Primero fue rechazada por la Akademie de Viena, debido a su extensión. La misma suerte corrió en Berlín. Después de una larga pausa, se le pidió a Schläfli escribir una versión más corta, a lo que se negó. Ni siquiera su amigo Steiner pudo lograr que se publicase en el Crelle, por razones que se desconocen. Partes de la obra fueron publicadas por Cayley en inglés en 1860. La primera publicación del manuscrito completo no sucedió hasta 1901, después de la muerte de Schläfli. La primera recensión del libro apareció en la revista matemática neerlandesa Nieuw Archief voor de Wiskunde en 1904, escrita por el matemático neerlandés Pieter Hendrik Schoute. 
Mientras tanto, Riemann sostuvo su famosa Habilitationsvortrag «Über die Hypothesen welche der Geometrie zu Grunde liegen» en 1854, e introdujo el concepto de variedad n-dimensional. El concepto de espacios de mayores dimensiones comenzaba a florecer. No se sabe si Riemann estaba familiarizado con la obra de Schläfli.

## Politopos
En su Theorie der Vielfachen Kontinuität Schläfli define lo que llama poliesquemas, que hoy conocemos como politopos, análogos multidimensionales de los polígonos y los poliedros. Desarrolla su teoría y halla, entre otras cosas, un análogo multidimensional de la fórmula de Euler. Determina los politopos regulares, hallando que son seis en la dimensión 4 y tres en todas las dimensiones mayores que 4.
Si bien Schläfli era bastante conocido entre sus colegas de la segunda mitad del siglo XIX, especialmente por sus contribuciones al análisis complejo, sus trabajos geométricos tempranos no merecieron la debida atención por largo tiempo. Al comienzo del siglo XX Pieter Schoute y Alicia Boole Stott comenzaron a trabajar en politopos. Alicia Boole (hija de George Boole) volvió a probar los resultados de Schläfli para politopos regulares, solo para la dimensión 4, y luego redescubrió su libro. Más tarde Abraham Willem Wijthoff estudió los politopos semiregulares, y este trabajo fue continuado por H. S. M. Coxeter, John Conway y otros. Todavía quedan numerosos problemas que resolver en el área de investigación abierta por Schläfli.